# Mike Tyson Mysteries
Mike Tyson Mysteries (od 2014) – amerykański serial animowany zrealizowany przez wytwórnię Warner Bros. Animation i Williams Street. Styl graficzny serialu został zainspirowany klasycznymi produkcjami wytwórni Hanna-Barbera takich jak: Scooby Doo, gdzie jesteś?, The Funky Phantom, Jonny Quest czy Mister T.
Premiera serialu odbyła się w Stanach Zjednoczonych 27 października 2014 na amerykańskim kanale Adult Swim.
Dnia 10 grudnia 2014 zostało ogłoszone, że serial Mike Tyson Mysteries dostał zamówienie na drugi sezon.

## Opis fabuły
Serial opisuje perypetie amerykańskiego boksera Mike'a Tysona, który wraz ze swoją osiemnastoletnią adoptowaną koreańską córką Yung Hee, duchem człowieka żyjącego w XIX wieku oraz antropomorficznym gołębiem podróżuje po świecie niebieskim vanem, a także rozwiązują zagadki i niosą pomoc ludziom. Razem codziennie przeżywają niesamowite przygody.

## Obsada
- Mike Tyson – on sam
- Rachel Ramras – Yung Hee Tyson
- Norm Macdonald – gołąb
- Jim Rash – Marquess of Queensberry

## Odcinki
| Światowa premiera | Polska premiera | N/o | Polski tytuł | Angielski tytuł                                  |
| ----------------- | --------------- | --- | ------------ | ------------------------------------------------ |
|                   |                 |     |              |                                                  |
| SERIA PIERWSZA    |                 |     |              |                                                  |
|                   |                 |     |              |                                                  |
| 27.10.2014        |                 | 01  |              | The End                                          |
|                   |                 |     |              |                                                  |
| 03.11.2014        |                 | 02  |              | Ultimate Judgment Day                            |
|                   |                 |     |              |                                                  |
| 10.11.2014        |                 | 03  |              | Heavyweight Champion of the Moon                 |
|                   |                 |     |              |                                                  |
| 17.11.2014        |                 | 04  |              | Is Magic Real?                                   |
|                   |                 |     |              |                                                  |
| 24.11.2014        |                 | 05  |              | Mite Tyson                                       |
|                   |                 |     |              |                                                  |
| 11.01.2015        |                 | 06  |              | A River Runs Through It Into a Heart of Darkness |
|                   |                 |     |              |                                                  |
| 18.01.2015        |                 | 07  |              | Kidnapped!                                       |
|                   |                 |     |              |                                                  |
| 25.01.2015        |                 | 08  |              | House Haunters                                   |
|                   |                 |     |              |                                                  |
| 01.02.2015        |                 | 09  |              | Night Moves                                      |
|                   |                 |     |              |                                                  |
| 08.02.2015        |                 | 10  |              | Ty-Stunned                                       |
|                   |                 |     |              |                                                  |

## Odbiór
Serial otrzymał przeważne pozytywne recenzje od krytyków. Serwis Rotten Tomatoes przyznał serialowi ocenę 82%, natomiast Metacritic otrzymał za serial 75 na 100 punktów.